# Сива гигантска катерица
Сивата гигантска катерица (Ratufa macroura) е вид бозайник от семейство Катерицови (Sciuridae). Видът е почти застрашен от изчезване.

## Разпространение
Разпространен е в Индия и Шри Ланка.